# Congolina mirabilis
Congolina mirabilis är en mångfotingart som beskrevs av Carl Graf Attems 1938. Congolina mirabilis ingår i släktet Congolina och familjen orangeridubbelfotingar. Inga underarter finns listade i Catalogue of Life.